# SimCorp
SimCorp er et dansk firma, der leverer finansielle IT løsninger og ekspertise til kapitalforvaltere verden over. Det drejer sig bl.a. om banker, nationalbanker, pensionskasser, fondsforvaltere, investeringsforeninger, og forsikringsselskaber.
SimCorps kerneprodukt hedder SimCorp Dimension.
Øvrige produkter er SimCorp Coric, SimCorp Gain, og SimCorp Sofia.
SimCorp blev grundlagt i 1971 og har hovedkvarter i København. Firmaet har afdelinger i en række lande, dels i Norden, dels i Belgien, Tyskland, Østrig, Schweiz, Storbritannien, Ukraine, Hong Kong, Australien, Singapore, Japan, Frankrig, og USA.
I november 2008 er SimCorp flyttet til nye lokaler på den nye tøjhusgrund på Amager.
SimCorp har ca. 1950 ansatte, hvoraf knap halvdelen sidder i København.
Selskabet er børsnoteret på NASDAQ OMX Nordic Exchange.
I april 2023 indgav det tyske selskab Deutsche Börse Group et bud på 29 milliarder kroner for overtagelse af SimCorp svarende til en præmie på 39 procent. Simcorps bestyrelse anbefalede enstemmigt at acceptere tilbuddet. I november 2023 annoncerede advokatpartnerselskabet Plesner, at handlen var gået igennem, og at Deutsche Börse Group fremover var eneejer af selskabet.

## Eksterne links
- SimCorp Arkiveret 8. august 2008 hos  Wayback Machine – SimCorps officielle hjemmeside
- SimCorp Dimension Arkiveret 26. december 2008 hos  Wayback Machine